# ゆ・れ・て湘南
「ゆ・れ・て湘南」（ゆれてしょうなん）は、1982年7月21日にRVC（現：ソニー・ミュージックレーベルズ）より発売された、石川秀美の通算2枚目のシングル。

## 解説
本楽曲の歌詞には、作詞家の松本隆の遊び心から、ビートルズのヒットナンバー「Please Please Me」、「My Little Girl（I Lost My Little Girl）」、「Hold Your Hand（I Want To Hold Your Hand）」などが多数登場する。

## 収録曲
- 両楽曲共に、作詞：松本隆／作曲：小田裕一郎

1. ゆ・れ・て湘南（3分15秒）
編曲：馬飼野康二
2. 禁じられた恋の島（3分57秒）
編曲：大谷和夫